# Sematophyllum substrumulosum
Sematophyllum substrumulosum là một loài Rêu trong họ Sematophyllaceae. Loài này được (Hampe) E. Britton miêu tả khoa học đầu tiên năm 1902.